# Heliosciurus mutabilis
Heliosciurus mutabilis är en däggdjursart som först beskrevs av Peters 1852.  Heliosciurus mutabilis ingår i släktet solekorrar, och familjen ekorrar. IUCN kategoriserar arten globalt som livskraftig.
Catalogue of Life och Wilson & Reeder (2005) skiljer mellan 5 underarter:
- Heliosciurus mutabilis mutabilis (Peters, 1852)
- Heliosciurus mutabilis beirae Roberts, 1913
- Heliosciurus mutabilis chirindensis Roberts, 1913
- Heliosciurus mutabilis shirensis (Gray, 1867)
- Heliosciurus mutabilis vumbae Roberts, 1937

## Utbredning
Denna ekorre förekommer i östra Afrika från Tanzania och Zambia till södra Moçambique, och västerut till Zimbabwe, södra centrala Zambia och Malawi.

## Ekologi
Arten vistas främst i städsegröna skogar i låglandet eller i bergstrakter. Den hittas även i galleriskogar, buskskogar, fuktiga savanner och gräsmarker. Individerna lever ensamma eller i par. De är främst aktiva under morgon och eftermiddag. Under dagens hetaste timmar vilar och solbadar individerna liggande på trädgrenarna. Bona förläggs till trädens håligheter eller klumpar av klängväxter.

### Fortplantning
Litet är känt om artens lekvanor. Eftersom arten ofta påträffas i par, anser vissa auktoriteter det vara möjligt att arten formar stabila sexuella förhållanden. I västra delen av utbredningsområdet har den två parningssäsonger. En hona som påträffades i augusti var dräktig med fyra ungar.

### Föda och predation
Denna solekorre äter frukter, frön, unga blad samt insekter, fågelägg och troligen små ryggradsdjur.
Själv utgör arten föda åt många rovdjur, som civetter, genetter och ormar.

## Beskrivning
Heliosciurus mutabilis är med en kroppslängd av 21 till 25 cm (exklusive svansen, som är cirka 12 % längre än kroppen) och en vikt av 250 till 340 g en av de större solekorrarna. Den har brunaktig päls på ovansidan med flera ljusrandiga hår inblandade, tickade som hos vissa katter. Hos unga individer är grundfärgen mörkare och hos äldre individer blir de ljusa hårränderna ofta rödaktiga. Pälsen har dessutom ofta fläckar av kontrasterande färg. Pälsen är lång, omkring 15 till 20 mm. Undersidan är vitaktig och svansen har många svartaktiga och bruna ringar. Honan har tre par spenar.